# Nadia Röthlisberger-Raspe
Nadia Röthlisberger-Raspe (* 30. Juni 1972 in Basel; † 9. Februar 2015 in Bern) war eine Schweizer Curlerin. 

## Leben
Röthlisberger-Raspe nahm als Ersatzspielerin an insgesamt drei Curling-Europameisterschaften teil: 1999, 2001 und 2003. Dabei gewann sie 1999 und 2001 die Bronzemedaille und 2003 die Silbermedaille.
Bei der Curling-Weltmeisterschaft spielte sie 1999, 2000 und 2004 in Schweizer Teams und gewann 2000 die Silbermedaille und 2004 die Bronzemedaille.
Als Ersatzspielerin nahm sie an den Olympischen Winterspielen 2002 in Salt Lake City teil. Die Mannschaft gewann die Silbermedaille nach einem Ergebnis von 3:4 gegen Grossbritannien im Final.
Sie starb am 9. Februar 2015 im Alter von 42 Jahren an Knochenkrebs.